# Tony Kendall
Tony Kendall, pseudonimo di Luciano Stella (Roma, 22 agosto 1936 – Roma, 28 novembre 2009), è stato un attore italiano.

## Biografia
Dopo aver conseguito la maturità classica, prende parte ad alcuni fotoromanzi pubblicati sulle testate Bolero, Sogno e Grand Hotel. Iniziò a recitare già nella seconda metà degli anni cinquanta, raggiungendo poi una discreta fama con i generi spionistico e western, in cui fu spesso protagonista o antagonista. Nel cinema esordisce con una piccola parte in Femmina tre volte. Nel 1962, dopo Brenno nemico di Roma in cui adotta lo pseudonimo Tony Kendall (suggeritogli da Vittorio De Sica), lavora in molti film coprodotti con la Germania – dove è molto conosciuto per la serie del Kommissar X – interpretando uno dei primi western prodotti in quel paese, Agguato sul grande fiume. In televisione è stato fra gli interpreti della serie di telefilm Aquile di Nini Salerno (1990) e di Un prete da strada di Giorgio Capitani (1993). Negli anni novanta abbandona lo pseudonimo con il quale aveva ottenuto una certa notorietà per riprendere (nei titoli di testa) il suo vero nome.
Muore all'età di 73 anni il 28 novembre 2009 dopo una lunga malattia.

## Filmografia
- La frusta e il corpo, regia di Mario Bava (1963)
- Brenno il nemico di Roma, regia di Giacomo Gentilomo (1963)
- Agguato sul grande fiume, regia di Jurgen Roland (1963)
- La jena di Londra, regia di Gino Mangini (1963)
- L'uomo mascherato contro i pirati, regia di Vertunnio De Angelis (1964)
- Il corsaro nero nell'isola del tesoro, regia di Vertunnio De Angelis (1964)
- I Gringos non perdonano, regia di Ernst Hofbauer (1965)
- Operazione 3 gatti gialli, regia di Gianfranco Parolini (1966)
- Agente Jo Walker - Operazione Estremo Oriente (Kommissar X - In den Klauen des goldenen Drachen), regia di Gianfranco Parolini (1966)
- 12 donne d'oro, regia di Gianfranco Parolini (1966)
- Sinfonia per due spie, regia di Albert Cardiff (1966)
- I criminali della metropoli, regia di Gino Mangini (1967)
- I fantastici 3 Supermen, regia di Gianfranco Parolini (1967)
- Gangsters per un massacro, regia di Gianfranco Parolini (1967)
- L'odio è il mio Dio, regia di Claudio Gora (1968)
- Kommissar X - Drei goldene Schlangen, regia di Roberto Mauri (1969)
- Love Birds - Una strana voglia d'amare, regia di Mario Caiano (1969)
- Gli intoccabili, regia di Giuliano Montaldo (1969)
- Django sfida Sartana, regia di Pasquale Squitieri (1970)
- I vendicatori dell'Ave Maria, regia di Bitto Albertini (1970)
- FBI operazione Pakistan, regia di Harald Reinl (1969)
- Una pistola per cento croci, regia di Carlo Croccolo (1971)
- Rimase uno solo e fu la morte per tutti regia di Edoardo Mulargia (1971)
- La volpe dalla coda di velluto, regia di José María Forqué (1972)
- I giochi proibiti de l'Aretino Pietro, regia di Piero Regnoli (1972)
- Io monaca... per tre carogne e sette peccatrici, regia di Sergio Garrone (1972)
- Blood Story, regia di Amasi Damiani (1972)
- Li chiamavano i tre moschettieri... invece erano quattro, regia di Silvio Amadio (1973)
- La ragazza fuoristrada, regia di Luigi Scattini (1973)
- La cavalcata dei resuscitati ciechi, regia di Amando de Ossorio (1973)
- Bruna, formosa, cerca superdotato, regia di Alberto Cardone (1973)
- La notte dell'ultimo giorno, regia di Adimaro Sala (1973)
- L'abbraccio mortale di Lorelei, regia di Amando de Ossorio (1974)
- La missione del mandrillo, regia di Guido Zurli (1974)
- Dimensione giganti, regia di Mircea Drăgan (1976)
- Yeti - Il gigante del 20º secolo, regia di Frank Kramer (1977)
- Corleone, regia di Pasquale Squitieri (1978)
- Circuito chiuso, regia di Giuliano Montaldo (1978)
- Zanna Bianca e il grande Kid, regia di Vito Bruschini (1978)
- Poliziotto o canaglia (Flic ou voyou), regia di Georges Lautner (1979)
- Delitto sull'autostrada, regia di Bruno Corbucci (1982)
- Attila flagello di Dio, regia di Pipolo e Castellano (1982)
- Kamikaze, regia di Bruno Corbucci (1986) film TV
- Thrilling love, regia di Maurizio Pradeaux (1989)
- Nel continente nero, regia di Marco Risi (1992)
- Alex l'ariete, regia di Damiano Damiani (2000)

## Doppiatori italiani
- Luciano De Ambrosis in I Gringos non perdonano, Sinfonia per due spie, Io monaca... per tre carogne e sette peccatrici, Li chiamavano i tre moschettieri...invece erano quattro
- Giuseppe Rinaldi in Agente Joe Walker operazione estremo oriente, 12 donne d'oro, I fantastici 3 Supermen
- Pino Locchi in Django sfida Sartana, I vendicatori dell'Ave Maria, Bruna,formosa,cerca superdotato
- Sergio Graziani in Gangsters per un massacro, La volpe dalla coda di velluto, La notte dell'ultimo giorno
- Renato Izzo in Brenno il nemico di Roma, Love Birds - Una strana voglia d'amare
- Gigi Pirarba in Rimase uno solo e fu la morte per tutti!, La cavalcata dei resuscitati ciechi
- Cesare Barbetti in Gli intoccabili
- Nando Gazzolo in Una pistola per cento croci
- Ugo Pagliai in La frusta e il corpo
- Renzo Palmer in La jena di Londra
- Michele Kalamera in La ragazza fuoristrada
- Gianni Marzocchi in Delitto sull'autostrada
- Michele Gammino in Poliziotto o canaglia
- Renzo Stacchi in Zanna Bianca e il grande Kid
- Manlio De Angelis in Il corsaro nero nell'isola del tesoro
- Pino Colizzi in Yeti il gigante del 20º secolo
- Sergio Tedesco in Agguato sul grande fiume
- Giancarlo Maestri in L'uomo mascherato contro i pirati